# Laumière (Métro Paris)

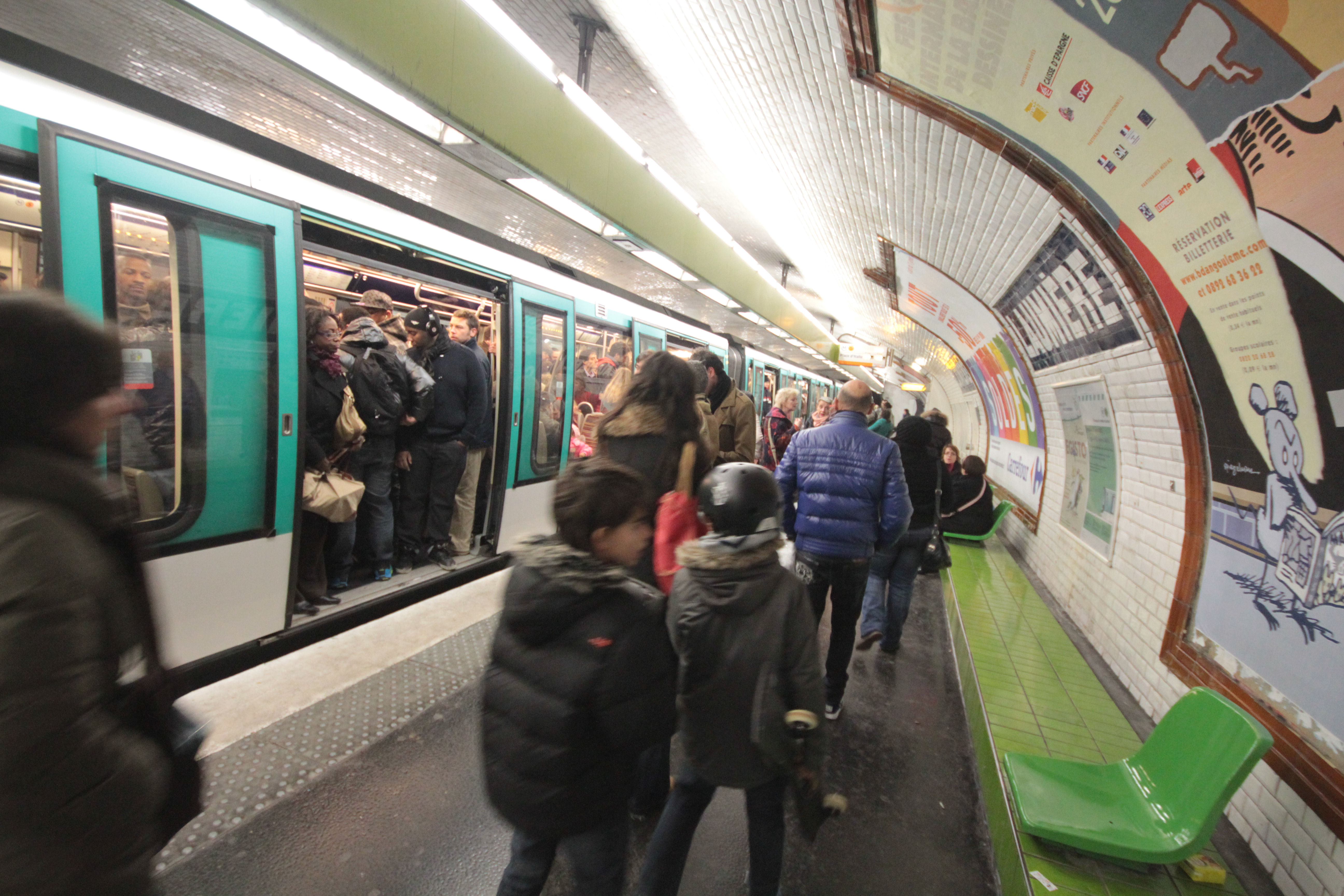
In der Station haltender Zug der Baureihe MF 01

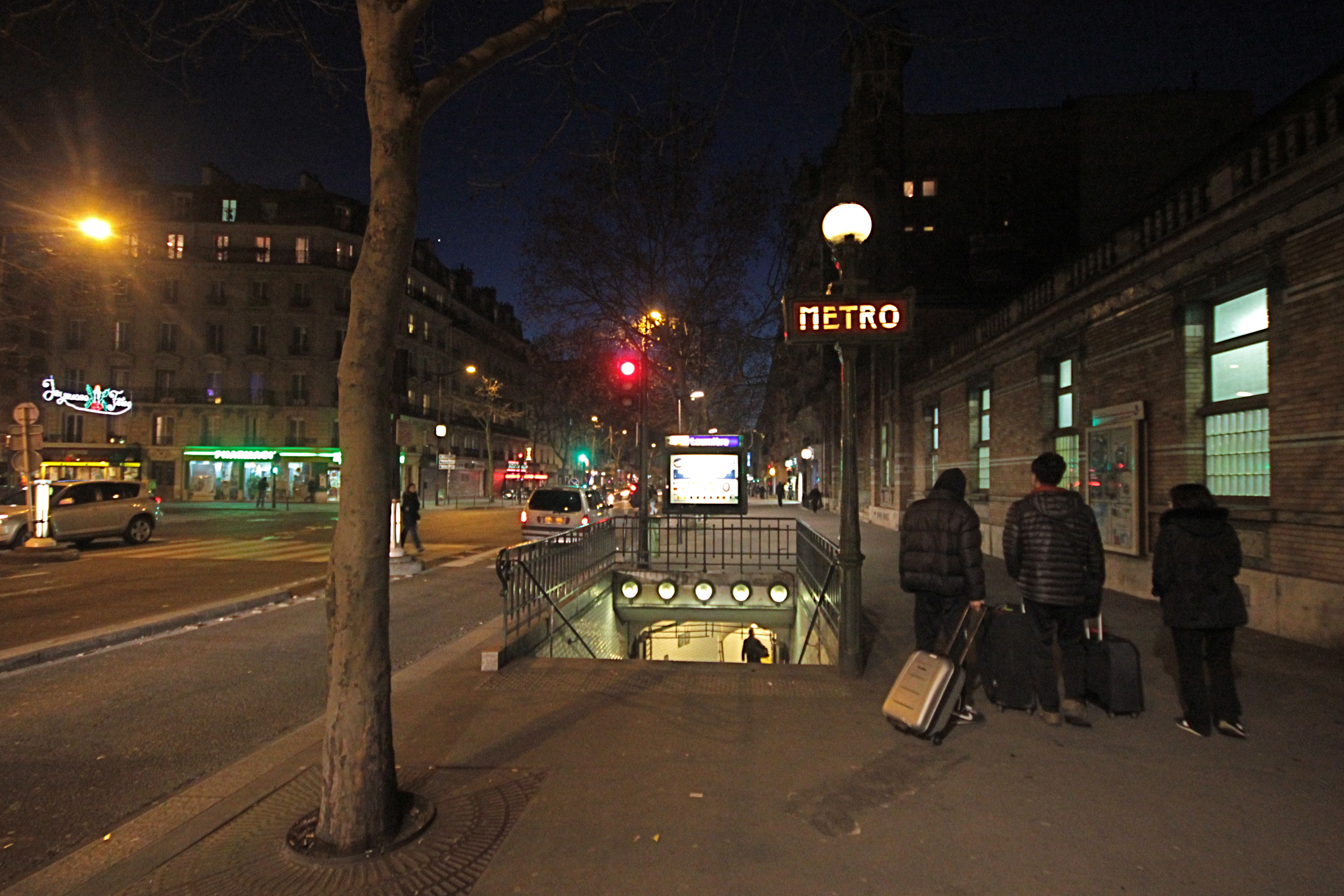
Zugang an der Avenue Jean Jaurès, links die Einmündung der Avenue de Laumière

Laumière [lomjɛʁ] ist eine unterirdische Station der Linie 5 der Pariser Métro.

## Lage
Der U-Bahnhof befindet sich im Quartier de la Villette des 19. Arrondissements von Paris. Er liegt längs unter der Avenue Jean-Jaurès in Höhe der einmündenden Avenue de Laumière.

## Name
Namengebend ist die Avenue de Laumière. Xavier Jean Marie Clément Vernhet de Laumière (1812–1863) war im Zweiten Kaiserreich General der Artillerie. Er nahm an der Schlacht bei Puebla teil und wurde im folgenden Jahr in Mexiko tödlich verwundet.

## Geschichte und Beschreibung
Die Station wurde am 12. Oktober 1942 eröffnet. An jenem Tag ging die Verlängerung der Linie 5 von Gare du Nord nach Église de Pantin in Betrieb. Sie weist unter einem elliptischen, weiß gefliesten Deckengewölbe Seitenbahnsteige an zwei parallelen Streckengleisen auf. Wie alle Stationen der Linie 5 (mit einer Ausnahme) hat sie die ursprüngliche Pariser Standardlänge von 75 m.
Die beiden Zugänge liegen an der Einmündung der Avenue de Laumière in die Avenue Jean Jaurès, sie sind mit von Adolphe Dervaux im Stil des Art déco entworfenen Kandelabern gekennzeichnet. Dazu existiert ein weiterer Ausgang mit einer Rolltreppe.

## Fahrzeuge
Die Sprague-Thomson-Züge auf der Linie 5 wurden ab 1978 durch Fahrzeuge der Baureihe MF 67 ersetzt, denen ab 2011 MF 01-Züge folgten.